# Anastassija Poplawska
Anastassija Poplawska (ukrainisch Анастасія Поплавська, engl. Transkription Anastasiya Poplavska; * 7. November 2001) ist eine ukrainische Tennisspielerin.

## Karriere
Poplavska spielt überwiegend auf Turnieren der ITF Women’s World Tennis Tour, wo sie bislang sechs Titel im Doppel gewann.

## Turniersiege

### Doppel
| Nr. | Datum              | Turnier             | Kategorie   | Belag             | Partnerin             | Finalgegnerinnen                              | Ergebnis          |
| --- | ------------------ | ------------------- | ----------- | ----------------- | --------------------- | --------------------------------------------- | ----------------- |
| 1.  | 22. September 2018 | Antalya             | ITF $15.000 | Hartplatz         | Darja Nasarkina       | Cemre Anıl İlay Yörük                         | 6:3, 6:1          |
| 2.  | 18. Februar 2023   | Ipoh                | ITF W15     | Hartplatz         | Li Yu-yun             | Feng Shuo Guo Hanyu                           | 7:5, 6:2          |
| 3.  | 5. August 2023     | Tiflis              | ITF W15     | Hartplatz         | Anastassija Suchotina | Iuliia Iudenko Lidija Rasskowskaja            | 6:4, 6:2          |
| 4.  | 10. März 2024      | Karaganda           | ITF W15     | Hartplatz (Halle) | Wiktorija Michailowa  | Wladislawa Andrejewskaja Xenija Laskutowa     | 6:2, 3:6, [10:5]  |
| 5.  | 17. März 2024      | Karaganda           | ITF W15     | Hartplatz (Halle) | Wiktorija Michailowa  | Assylschan Arystanbekowa Jekaterina Kasionowa | 7:65, 6:3         |
| 6.  | 6. April 2024      | Scharm asch-Schaich | ITF W15     | Hartplatz         | Wiktorija Michailowa  | Weronika Ewald Daria Kuczer                   | 6:3, 2:6, [14:12] |